# Helena Brodin
Helena Brodin (født 11. juni 1936 i Stockholm) er en svensk skuespillerinde, der har medvirket i mere end 40 film og tv-serier. Hun studerede på Dramatens elevskola fra 1957 til 1960.
Brodin er på TV mest kendt for sin rolle som Signe Svensson i Hedebyborna og som den strenge sygeplejerske Berit Rapp i Skærgårdsdoktoren. Hun har også medvirket i film som Hugo og Josefine (1967), Slip fangerne løs, det er forår! (1975) og Søndagsbarn (1992).

## Privatliv
Brodin var gift med forfatteren Gösta Friberg fra 1964 og frem til hans død i 2018. De fik tre børn sammen.

## Udvalgt filmografi
- Hugo og Josefine (1967)
- Bröderna Malm (tv-serie, 1972-1974)
- Slip fangerne løs, det er forår! (1975)
- Hedebyborna (tv-serie, 1978-1982)
- Jeg hedder Maria (1979)
- Manden som gik op i røg (1980)
- Pelle Haleløs (animationsfilm, 1981)
- Offeret (1986, kun stemme)
- Søndagsbarn (1992)
- Skærgårdsdoktoren (tv-serie, 1997-2000)
- Fødselsdagen (2000)